# الایا مایرز
الایا ای. مایرز (Elijah E. Myers) یک معمار برجسته آمریکایی بود.
از آثار مهم او میتوان به آثار زیر اشاره کرد:
- کاپیتول ایالت تگزاس
- کاپیتول ایالت کلرادو
- کاپیتول ایالت میشیگان

## نگارخانه

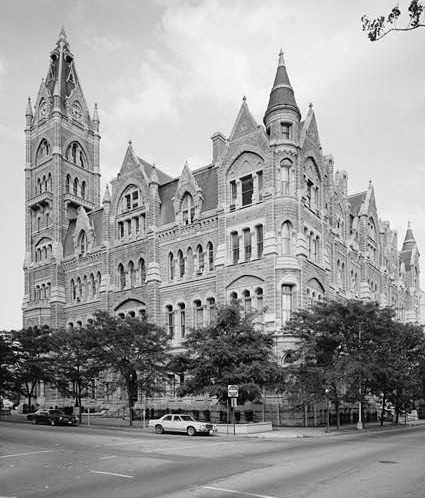
شهرداری شهر ریچموند در ویرجینیا ساخت اوایل قرن بیستم
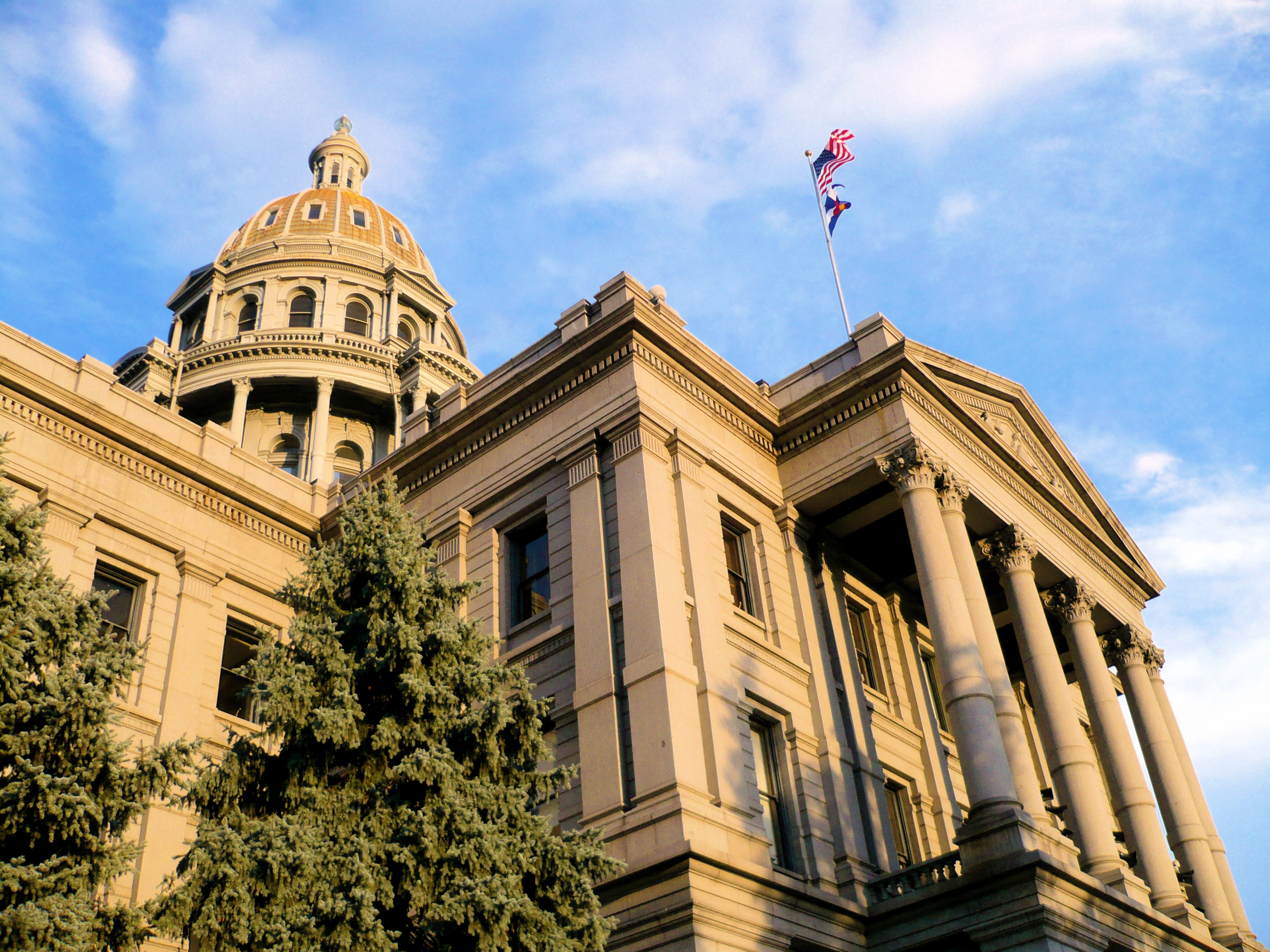
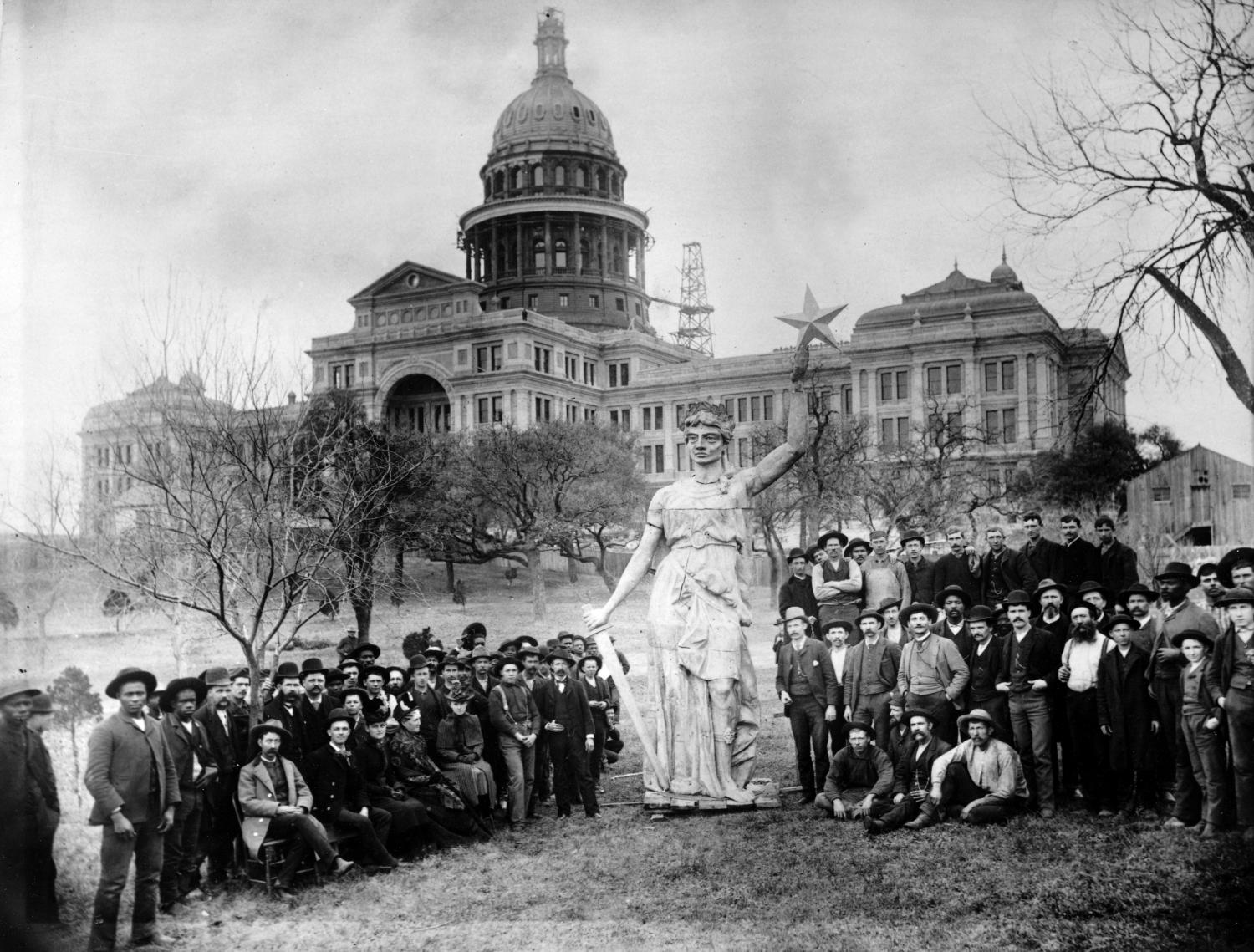
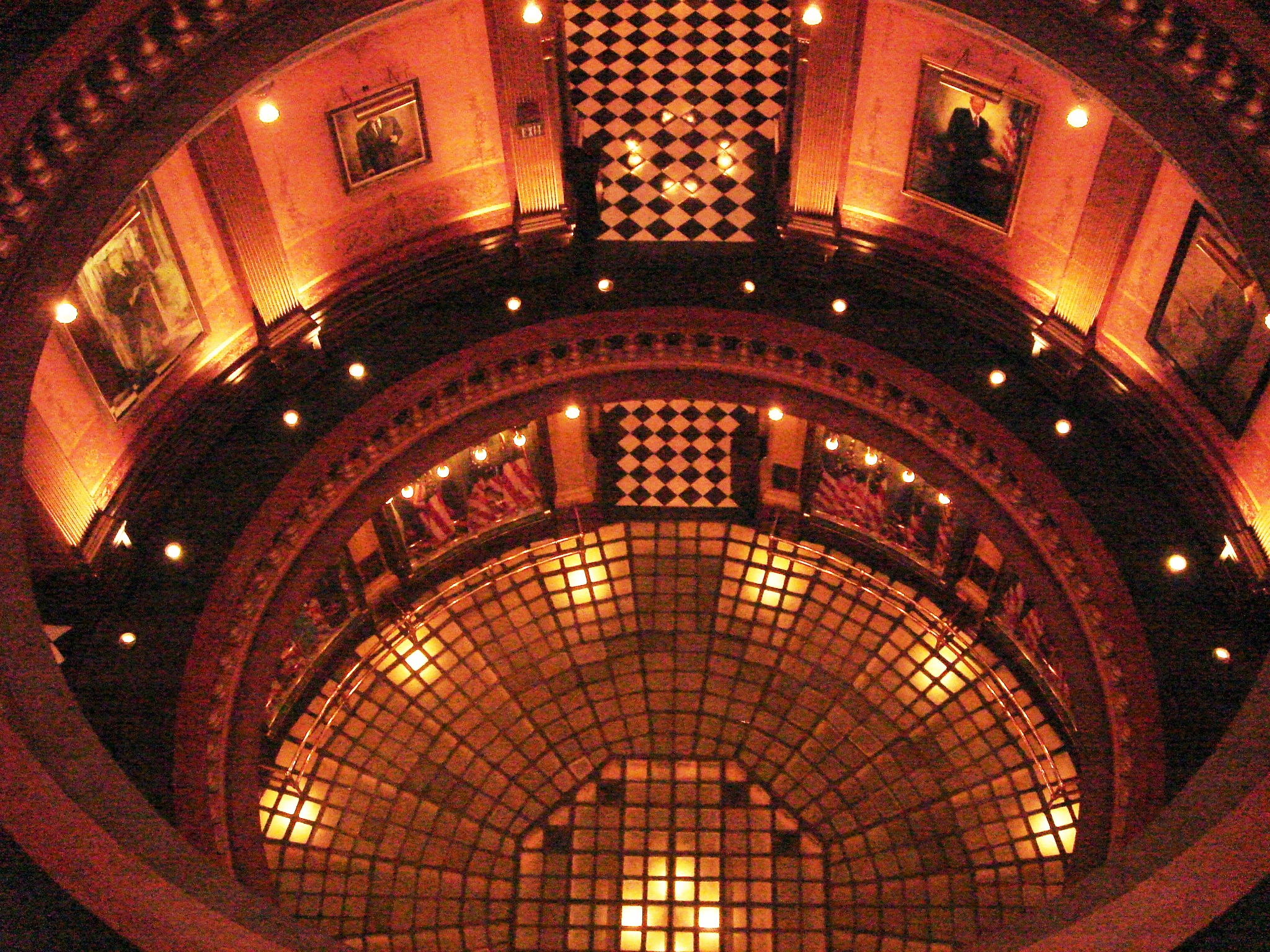